# فرودگاه معدن ماین/معدن سالامیتا
فرودگاه معدن ماین/معدن سالامیتا (به انگلیسی: Tundra Mine/Salamita Mine Aerodrome) یک فرودگاه خصوصی است که یک باند فرود شن دارد و طول باند آن ۹۸۹ متر است. این فرودگاه در کشور کانادا قرار دارد و در ارتفاع ۴۲۱ متری از سطح دریا واقع شده است.